# Акрон (футбольний клуб)
Акрон (рос. «Акрон») — російський футбольний клуб з міста Тольятті. Виступає в Російській Прем'єр-лізі. Заснований у 2018 році.

## Історія
Футбольний клуб «Акрон» був створений у 2018 році. У першому сезоні клуб виступав у Третій лізі в зоні „Приволжжя“, де посів третє місце.
У настурному сезоні клуб дістався 1/32 фіналу Кубка Росії.
Пріоритети в селекційній роботі клуба були - вихованці Академії футболу ім. Юоія Конопльова, а також футболістів, які раніше вже грали в Тольятті.
За результатами сезону 2020/21 «Акрон» посів 17 - е місце у ФНЛ але зберіг прописку у лізі завдяки «Тамбову», якого позбавили професійної ліцензії.
У вересні 2022 року у клуб прийшов новий тренер - Євген Калешин. У Кубку Росії 2022/23 «Акрон» сенсаційно дістався до фіналу шляху регіонів, вибивши з Кубка московські команди «Спартак», «Локомотив» та «Динамо».
У грудні 2023 року на посаду головного тренера прийшов Заур Тедеєв. І за результатами сезону Першої ліги «Акрон» посів третє місце і через перехідний плей-офф вперше в своїй історії вийшов до Прем'єр-ліги.

## Досягнення
ФНЛ
- Третє місце: 2023/24

Кубок Росії
- Фінал етапу Шлях регіонів: 2022/23

## Стадіон
Домашні матчі команда проводить у Жигульовську на стадіоні „Кристал“. Але через реконструкці. свого стадіону з 2020 року «Акрон» грає у Самарі на стадіоні самарського клубу «Крила Рад».
У планах - повна реновація місцевого стадіону „Торпедо“ і Тольятті з побудовою на його місці нової сучасної арени, яка буде вміщувати 10 - 12 тисяч глядачів.

## Візитівка

### Клубні кольори
Згідно офіційного сайту клуба, основні кольори «Акрона» - червоно-чорні
| Червоний | Чорний |